# Gare de Tonnay-Charente
Gare de Tonnay-Charente vasútállomás Franciaországban, Tonnay-Charente településen.

## Vasútvonalak
Az állomást az alábbi vasútvonalak érintik:
- Nantes–Saintes-vasútvonal

## Kapcsolódó állomások
A vasútállomáshoz az alábbi állomások vannak a legközelebb:
- Gare de Rochefort
- Gare de Bords